# Louis Hubert Rutten
Louis Hubert (Ludovicus Hubertus) Rutten (Maastricht, 8 december 1809 – Tienen, 16 december 1891) was een priester van de Rooms-Katholieke Kerk, die in 1840 de Congregatie van de Broeders van de Onbevlekte Ontvangenis van Maria (F.I.C.) heeft gesticht. Aanvankelijk stonden zij vooral bekend als 'de broeders van Maastricht' en vanaf 1896-1898 ook als 'broeders van De Beyart', naar hun toen pas gebouwde klooster aan de Brusselsestraat 38.

## Biografische schets
Louis Rutten was een zoon van de welgestelde Maastrichtse brouwer Nicolaas Rutten en werd geboren in het pand 'In den Rooden Leeuw', Bogaardenstraat 50. In 1837 werd hij in de Sint-Matthiaskerk tot priester gewijd. Hij wilde aanvankelijk missionaris worden, maar zijn gezondheid liet dat niet toe. In een portaal van de Lange Gang van de Sint-Servaaskerk stichtte hij een bewaarschooltje voor de langs de straat zwervende kleinste kinderen van fabrieksarbeiders. Hij gaf ze wat uurtjes godsdienstonderricht, wat voedsel en ook wel kleding. 's Avonds gaf hij les aan de arbeiders zelf.
Om het geven van godsdienst- en lager onderwijs aan arme jongens veilig te stellen, stichtte hij in 1840 in zijn geboortehuis aan de Bogaardenstraat de congregatie van de broeders van Maastricht. Voor het lager onderwijs aan meisjes wist hij enige zusters Ursulinen van Tildonk (B.) te interesseren, die hij huisvestte in zijn eigen woning in de Jodenstraat. Mgr. Rutten haalde ook Zusters van Liefde naar Maastricht om er een huis voor gevallen vrouwen en ongehuwde moeders te leiden. Deze congregatie stond plaatselijk bekend als de zusters van de Miséricorde. 
Louis Rutten was als stichter en weldoener jarenlang nauw betrokken bij deze en andere stichtingen. Niet alleen beschikte hij zelf over ruime middelen, in 1848 was hij universeel erfgenaam van Josephina Vaessen, die hem een groot vermogen naliet. De congregatie van de broeders van Maastricht maakte al meteen een stormachtige ontwikkeling door in Nederland en België, maar ofschoon Rutten de richting en expansie mede bepaalde, trad hij niet toe tot de kloostergemeenschap. Hij bleef wereldgeestelijke.
Louis Rutten werd op 21 december 1861 door paus Pius IX benoemd tot ere-kamerheer. Vanaf dat moment droeg hij de kerkelijke titel monseigneur en was hij gerechtigd tot het dragen van een zwarte soutane met paarse zoom en knopen, een zwarte bef met paarse randen, een paarse sjerp en een zwart-paarse bonnet.  
Vanaf 1860 begon hij te sukkelen met zijn gezondheid. Toen zijn toestand verslechterde, verhuisde hij in 1871 naar het hospitaal van de cellebroeders te Tienen (B.), waar hij twintig jaar in alle rust zou worden verzorgd. Hij stierf op 16 december 1891 en werd op 19 december bijgezet in een praalgraf op de Algemene Begraafplaats aan de Tongerseweg te Maastricht. 
Ter gelegenheid van zijn honderdste sterfdag werden in december 1991 zijn stoffelijke resten overgebracht naar de begraafplaats van de Broeders van Maastricht bij het Trichtercollege aan de Anjoulaan te Maastricht.